# Ruisseau d'Asse
Ruisseau d'Asse är ett vattendrag i Belgien.   Det ligger i provinsen Liège och regionen Vallonien, i den östra delen av landet, 100 km öster om huvudstaden Bryssel.
Omgivningarna runt Ruisseau d'Asse är en mosaik av jordbruksmark och naturlig växtlighet. Runt Ruisseau d'Asse är det tätbefolkat, med 343 invånare per kvadratkilometer.